# Dărăști-Ilfov
Dărăști-Ilfov is een gemeente in het Roemeense district Ilfov en ligt in de regio Muntenië in het zuidoosten van Roemenië. De gemeente telt 2537 inwoners (2005).

## Geografie
De oppervlakte van Dărăști-Ilfov bedraagt 15 km², de bevolkingsdichtheid is 169 inwoners per km².
De gemeente bestaat uit de volgende dorpen: Dărăști.

## Politiek
De burgemeester van Dărăști-Ilfov is Sorin Ticu (PD).

## Geschiedenis
In 1535 werd Dărăști-Ilfov officieel erkend.